# Спондилюсы
Спондилюсы, или колючие устрицы, или устаревшее — шарниры (лат. Spondylidae), — семейство морских двустворчатых моллюсков из отряда Pectinida.

## Характеристика
Семейство включает единственный род Spondylus Linnaeus, 1758, насчитывающий около 60 видов, распространённых в тропических и субтропических морях. Раковина моллюсков округлая, толстостенная, выпуклая, крупных или средних размеров, с длинными шиповидными выростами. Имеет две неравной глубины и величины створки. Окраска преимущественно яркая. Нижней (правой) створкой раковины моллюски прирастают к коралловым рифам или скалам. Встречаются на малых либо средних глубинах.
Раковины моллюсков используются местным населением для изготовления сувениров, а моллюски употребляются в пищу. Створки средиземноморского Spondilus gaederopus ещё в эпоху раннего неолита использовались для изготовления примитивных украшений. Spondylus princeps почитался у древних инков как святыня. Семейство является популярной группой у коллекционеров раковин.

## Систематика
Систематика семейства претерпела много ревизий.
- S. americanus Hermann, 1781
- S. anacanthus Mawe, 1823
- S. asiaticus Chenu, 1844
- S. asperrimus G. B. Sowerby II, 1847
- S. aucklandicus P. Marshall, 1918 †
- S. avramsingeri Kovalis, 2010
- S. butleri Reeve, 1856
- S. candidus Lamarck, 1819
- S. clarksoni Limpus, 1992
- S. concavus Deshayes in Maillard, 1863
- S. crassisquama Lamarck, 1819
- S. croceus Schreibers, 1793
- S. darwini Jousseaume, 1882
- S. cumingii Sowerby, 1847
- S. deforgesi Lamprell & Healy, 2001
- S. depressus Fulton, 1915
- S. eastae Lamprell, 1992
- S. echinatus Schreibers, 1793
- S. echinatus Schreibers, 1793
- S. erectospinus Habe,1973
- S. exiguus Lamprell & Healy, 2001
- S. exilis G. B. Sowerby III, 1895
- S. fauroti Jousseaume, 1888
- S. foliaceus Schreibers, 1793
- S. gaederopus Linnaeus, 1758
- S. gloriandus Melvill & Standen, 1907
- S. gloriosus Dall, Bartsch & Rehder, 1938
- S. gravis Fulton, 1915
- S. groschi Lamprell & Kilburn, 1995
- S. gussoni O. G Costa, 1829
- S. heidkeae Lamprell & Healy, 2001
- S. imperialis Chenu, 1843
- S. lamarckii Chenu, 1845
- S. layardi Reeve, 1856
- S. leucacanthus Broderip, 1833
- S. limbatus G. B. Sowerby II, 1847
- S. linguaefelis Sowerby, 1847
- S. maestratii Lamprell & Healy, 2001
- S. mimus Dall, Bartsch & Rehder, 1938
- S. morrisoni Damarco, 2015
- S. multimuricatus Reeve, 1856
- S. multisetosus Reeve, 1856
- S. nicobaricus Schreibers, 1793
- S. occidens Sowerby, 1903
- S. ocellatus Reeve, 1856
- S. orstomi Lamprell & Healy, 2001
- S. ostreoides E. A. Smith, 1885
- S. pratii Parth, 1990
- S. proneri Lamprell & Healy, 2001
- S. raoulensis W. R. B. Oliver, 1915
- S. reesianus G. B. Sowerby III, 1903
- S. regius Linnaeus, 1758
- S. rippingalei Lamprell & Healy, 2001
- S. rubicundus Reeve, 1856
- S. senegalensis Schreibers, 1793
- S. setiger Reeve, 1846
- S. sinensis Schreibers, 1793
- S. spinosus Schreibers, 1793
- S. squamosus Schreibers, 1793
- S. tenellus Reeve, 1856
- S. tenuis Schreibers, 1793
- S. tenuispinosus G. B. Sowerby II, 1847
- S. tenuitas Garrard, 1966
- S. varius Sowerby,1829
- S. variegatus Schreibers, 1793
- S. versicolor Schreibers, 1793
- S. victoriae G. B. Sowerby II, 1860
- S. violacescens Lamarck, 1819
- S. virgineus Reeve, 1856
- S. visayensis Poppe & Tagaro, 2010
- S. zonalis Lamarck, 1819